# Plemyria pallidaria
Plemyria pallidaria là một loài bướm đêm trong họ Geometridae.